# Prêmio Nobel da Paz 2019
O Prêmio Nobel da Paz de 2019 foi concedido para o primeiro-ministro de Etiópia Abiy Ahmed Ali, "por seus esforços para obter a paz e cooperação internacional, e em particular por sua iniciativa decisiva em resolver o conflito de fronteira com a vizinha Eritreia." O prêmio foi anunciado pelo Comitê Nobel Norueguês em 11 de outubro de 2019.

## Candidatos
A ativista climática sueca Greta Thunberg, de 16 anos, foi considerada a favorita. Outros candidatos incluíam o primeiro-ministro etíope Abiy Ahmed Ali por um tratado de paz na Guerra Eritreia-Etiópia, o ambientalista brasileiro Raoni Metuktire e a organização Repórteres sem Fronteiras, que defende a liberdade de informação e liberdade de imprensa.

## Comitê Nobel
Com a tarefa de revisar as nomeações de setembro do ano anterior até 1 de fevereiro e, finalmente, selecionar os vencedores do prêmio, os membros do Comitê Nobel da Noruega nomeados pelo Parlamento norueguês para 2019 foram:
- Berit Reiss-Andersen (presidente, nascida em 1954), advogada (barrister) e presidente da Norwegian Bar Association, ex-secretária do Ministro da Justiça e Segurança Pública (representando o Labour Party). Membro do Comitê Nobel Norueguês desde 2012, reconduzida para o período 2018–2023.
- Henrik Syse (vice-presidente, nascido em 1966), Research Professor do Peace Research Institute Oslo. Membro do comitê desde 2015, nomeado para o período 2015-2020.
- Thorbjørn Jagland (nascido em 1950), ex-membro do parlamento e presidente do Storting e ex-Primeiro-Ministro pelo Labour Party, ex-secretário geral do Conselho da Europa. Membro do Comitê Nobel Norueguês de 2009 a 2015. Atual membro regular. Membro do Comitê desde 2009, reconduzido para o período 2015-2020.
- Anne Enger (nascida em 1949), ex-líder do Partido do Centro e Ministra da Cultura. Nomeada para o período 2018–2020.
- Asle Toje (nascido em 1974), acadêmico de política externa. Nomeado para o período 2018–2023.